# Ghardaia (flygplats i Algeriet)
Ghardaia är en flygplats i Algeriet. Den ligger i den centrala delen av landet, 500 km söder om huvudstaden Alger. Ghardaia ligger 460 meter över havet.
Terrängen runt Ghardaia är platt, och sluttar österut. Runt Ghardaia är det mycket glesbefolkat, med 4 invånare per kvadratkilometer. Närmaste större samhälle är Ghardaïa, 16,4 km nordväst om Ghardaia. Trakten runt Ghardaia är ofruktbar med lite eller ingen växtlighet.